# 福善寺 (北京西城)
福善寺是位于中国北京市西城区柳荫街26号、28号的一座汉传佛教寺院。

## 历史
该寺始建于清朝。主体建筑位于柳荫街28号院内。据专家研究，该院为恭王府家庙。如今该寺为民居。

## 建筑
柳荫街28号院内的主体建筑为卷棚顶、灰瓦，彩画大多是菱形图案。该处建筑的规格高于民间级别，低于皇家级别。院内有恭亲王奕訢撰写碑文的石碑，现在埋在一户居民家的房屋地下，拓片现存中国国家图书馆，立碑时间为清朝同治十二年（1873年）。